# Roberto de la Rosa
Roberto Carlos de la Rosa Gonález (Texcoco, 4 gennaio 2000) è un calciatore messicano, attaccante del Monterrey, in prestito dal Pachuca, e della nazionale messicana.

## Caratteristiche tecniche
È un centravanti.

## Carriera

### Club
Ha giocato nella prima divisione messicana.

### Nazionale
Nel 2017 ha partecipato ai Mondiali Under-17, nei quali ha anche segnato 2 gol.
Con la nazionale Under-20 messicana ha preso parte al Campionato mondiale di calcio Under-20 2019.
Ha segnato una rete al mondiale under 20 contro l'Italia.
II 19 aprile 2023 esordisce in nazionale maggiore nell'amichevole pareggiata 1-1 contro il Stati Uniti.
L'8 giugno 2023 sigla, alla sua seconda presenza, la sua prima rete in nazionale, segnando il definitivo 2-0 ai danni del Guatemala.

## Statistiche

### Cronologia presenze e reti in nazionale
| Cronologia completa delle presenze e delle reti in nazionale ― Messico | Cronologia completa delle presenze e delle reti in nazionale ― Messico | Cronologia completa delle presenze e delle reti in nazionale ― Messico | Cronologia completa delle presenze e delle reti in nazionale ― Messico | Cronologia completa delle presenze e delle reti in nazionale ― Messico | Cronologia completa delle presenze e delle reti in nazionale ― Messico | Cronologia completa delle presenze e delle reti in nazionale ― Messico | Cronologia completa delle presenze e delle reti in nazionale ― Messico |
| Data                                                                   | Città                                                                  | In casa                                                                | Risultato                                                              | Ospiti                                                                 | Competizione                                                           | Reti                                                                   | Note                                                                   |
| ---------------------------------------------------------------------- | ---------------------------------------------------------------------- | ---------------------------------------------------------------------- | ---------------------------------------------------------------------- | ---------------------------------------------------------------------- | ---------------------------------------------------------------------- | ---------------------------------------------------------------------- | ---------------------------------------------------------------------- |
| 19-4-2023                                                              | Glendale                                                               | Stati Uniti                                                            | 1 – 1                                                                  | Messico                                                                | Amichevole                                                             | -                                                                      | 87’                                                                    |
| 8-6-2023                                                               | Mazatlán                                                               | Messico                                                                | 2 – 0                                                                  | Guatemala                                                              | Amichevole                                                             | 1                                                                      | 72’                                                                    |
| 10-6-2023                                                              | San Diego                                                              | Messico                                                                | 2 – 2                                                                  | Camerun                                                                | Amichevole                                                             | -                                                                      | 62’                                                                    |
| Totale                                                                 |                                                                        | Presenze                                                               | 3                                                                      |                                                                        | Reti                                                                   | 1                                                                      |                                                                        |

## Palmarès
- CONCACAF Champions League: 1

Pachuca: 2024